# Лилиенфельд, София Васильевна
Княжна Софи́я Васи́льевна Одо́евская, в браке — баронесса Лилиенфе́льд (1724, Москва, Российская империя — после 1762, Москва, Российская империя) — фрейлина, затем первая статс-дама и юная приятельница Российской правительницы (регентши) — принцессы Анны Леопольдовны.
В литературе также встречается имя баронессы как Софья Лилиенфельд, ведь для тех лет не принципиально было «София» или «Софья»: это были равнозначные, идентичные слова.

## Биография
Её отец — действительный статский советник Василий Юрьевич Одоевский был руководителем царской Оружейной палаты и Конюшенной казны. София — внучка московского боярина и воеводы Юрия Михайловича Одоевского. Брат Софии — князь Иван Васильевич — действительный тайный советник, президент Вотчинной коллегии в 1741—1744 гг., известный государственный сановник. София и её брат оказались очень приближенными к Императорскому двору в период краткосрочно правившей Россией правительницы Анны Леопольдовны, которую свергли в результате дворцового переворота в конце 1741 года. А пока царский двор летом 1741 года торжественно отметил свадьбу 17-летней княжны Софии Васильевны с камергером Императорского двора бароном Карлом-Густавом Лилиенфельдом, происходившим из знатного рода обрусевших немцев.
Находилась в близких отношениях с Натальей Лопухиной — статс-дамой Российской регентши принцессы Анны Леопольдовны и императриц Анны Иоанновны и Елизаветы Петровны.
Пришедшая на престол в декабре 1741 года Елизавета I стала испытывать к Лопухиной неприязненные отношения, которые историки склонны связывать с удачливым соперничеством Лопухиной в амурных делах. Экспрессией нарастающей опалы Елизаветы Первой к Лопухиной и её окружению стало обвинение в заговоре, известное как «Лопухинское дело». Семью Лопухиной, а также светских дам, близких к Лопухиной, арестовали, допрашивали и пытали. Вместе с Лопухиными, в числе прочих, пострадала и графиня Анна Бестужева, а также другие придворные Императорского двора. Окончательное решение по делу гласило, что Степан Лопухин, его жена Наталья Лопухина и их взрослый сын Иван Лопухин, "по доброжелательству к принцессе Анне и по дружбе с бывшим обер-маршалом Левенвольдом, составили… замысел…".
В отношении Софии Лилиенфельд следствие располагало показаниями мужа Лопухиной на следственном дознании с пытанием в Санкт-Петербурге, на котором Степан Лопухин признал, что он слышал разговоры своей жены с графиней Анною Бестужевой и баронессой Софией Лилиенфельд о том, что принцесса Анна Леопольдовна была к ним милостива, и было бы лучше, если б она была у власти...
Историк Н. И. Костомаров пишет:
Учреждённое в сенате генеральное собрание с участием трёх духовных сановников постановило такое решение: всех троих Лопухиных колесовать, предварительно вырезавши им языки. «Лиц, слышавших и не доносивших — Машкова, Зыбина, князя Путятина и жену камергера Софию Лилиенфельд — казнить отсечением головы; некоторых же, менее виновных — сослать в деревни». Императрица смягчила тягость кары, определив — главных виновных, Лопухиных и Бестужеву, высечь кнутом и, урезав языки, сослать в ссылку, других — также высечь и сослать, а всё их имущество конфисковать. София Лилиенфельд была беременна. Государыня приказала дать ей время разрешиться от бремени, а потом высечь плетьми и сослать. По поводу Софии Лилиенфельд Елисавета Петровна собственноручно написала: «Плутоф наипаче желеть не для чего, лучше чтоб и век их не слыхать, нежели ещё от них плодоф ждать».
Современники отмечали, что смягчению в отношении Софии Лилиенфельд способствовали сами члены Тайных розыскных дел канцелярии (Верховной тайной канцелярии), ведущие дознание. Они просили императрицу пощадить Софию Лилиенфельд. Однако Елизавета не дала разрешения отпустить подследственную из заточения в крепости, но затем всё-таки смягчила приговор и наказание.
Заговорщиц публично, на площади, пороли кнутами, затем многим резали языки и отправляли в места сибирских ссылок. Считается, что София осталась нетронутой, но всё равно 19-летняя баронесса и битый муж её Карл-Густав направлены были в ссылку, на поселение в город Томск.
Брат Софии, князь Иван, будучи также из числа приближенных ко двору ныне опальной Анной Леопольдовной, избежал немилости и царского преследования. Этому способствовали обстоятельства незамеченности его в кругах Лопухиной и благодаря влиянию на царицу своей матери, старой княгини Одоевской, которая заведовала туалетами Елизаветы Петровны и допускалась даже чесать ей пятки перед сном.
Находясь в томской ссылке бывший императорский камергер, барон Карл-Густав Лилиенфельд умер 12 (23) апреля 1759 года, не перенеся испытаний Сибирью. Похоронен на городском кладбище. Его жене, Софии Васильевне, уже по велению новой российской императрицы Екатерины II, 1 августа 1762 года, дозволено было отныне жить в Москве, или где пожелает. Год смерти баронессы Софии Одоевской-Лилиенфельд в Москве успел затеряться в истории.
Хитросплетения «Лопухинского дела» в советское время были перенесены на телеэкран в виде приключенческого многосерийного художественного фильма «Гардемарины, вперёд!» (режиссёр Светлана Дружинина, 1987).
Пребывание великосветских особ всколыхнуло культурную атмосферу сибирского города, однако никаких деяний, оставивших след в истории Томска, супруги Лилиенфельды не совершили.